# Globoppia gibba
Globoppia gibba är en kvalsterart som beskrevs av Sandór Mahunka 1984. Globoppia gibba ingår i släktet Globoppia och familjen Oppiidae. Inga underarter finns listade i Catalogue of Life.